# Belényesirtás község
Belényesirtás község (románul: Comuna Lazuri de Beiuș) község Bihar megyében, Romániában. Központja Belényesirtás, beosztott falvai Balalény, Henkeres, Köszvényes.

## Népessége
A 2011-es népszámlálás adatai alapján a község népessége 1518 fő volt.